# Pintér Gábor (színművész)
Pintér Gábor (Budapest, 1962. december 26. –) magyar színész.

## Életpályája
„kiskorom óta színész akartam lenni. A gimiben is a színjátszás, a tánc, a versmondás érdekelt igazán... szüleim nem igazán támogattak ebben, azt akarták, hogy legyen egy polgári foglalkozásom is. Mivel a matek jól ment, a Műegyetem Építőmérnöki Karára kerültem, amitől karnyújtásnyira működött a Szkéné. Korábban az orvosi egyetem Mediszin nevű színjátszó körébe is jártam...”

1983-tól a Soros Alapítvány ösztöndíjasaként az Arvisura Színházi Társaság Színészképző Stúdiójában (Tanulmány Színház) tanult 6 évig. 1989-ben a Budapesti Műszaki Egyetem Építőmérnöki Karán szerzett diplomát építőmérnökként. 1994-ig a budapesti Szkéné Színházban dolgozott, azóta szabadúszó. Vendégművészként szerepelt többek között a Picaro Művészeti Műhely előadásaiban, a H.U.D.I. Társulatban, játszott a Krétakör Színházban, a Térszínház és az Éless Szín előadásiban, a Tarfóban, a MU Színházban, Budaörsi Játékszínben, a Holdvilág Kamaraszínházban,a Gózon Gyula Kamaraszínházban, a győri Forrás Színházi Műhelyben, a Soproni Petőfi Színházban. Rendezéssel is foglalkozik.

## Fontosabb színházi szerepei
- William Shakespeare: Szentivánéji álom... Lysander
- Molière: A képzelt beteg... Béralde
- Molière: Tartuffe... Valér (Mariane kedvese)
- Molière: Fösvény... Cleante
- Friedrich Schiller: Ármány és szerelem... Von Kalb, főkamarás, udvari marsall
- Arisztophanész: Madarak... Pap
- Mark Twain: Tom Sawyer kalandjai... Sprague tisztelendő, Muff Potter
- Nyikolaj Vasziljevics Gogol: A revizor... Spekin, postamester
- Anton Pavlovics Csehov: Sirály... Szorin (Pjotr Nyikolajevics, Arkagyina testvére)
- Jean-Paul Sartre: Az Ördög és a Jóisten... Heinrich
- Ion Luca Caragiale: Az elvesztett levél... Ionescu
- John Steinbeck: Egerek és emberek... Candy
- Ray Cooney: Páratlan páros... Troughton felügyelő; Bobby Franklyn, fotóriporter
- Ray Cooney: A miniszter félrelép... A hulla
- Alexander Breffort – Marguerite Monnot: Irma, te édes... Férfi, Bougne úr, Hekus
- Girolamo Bargagli: A zarándoknő... Servilio, Cassandro szolgája
- Theodor Fontane: Effi Briest... Gieshübler, gyógyszerész
- David Mamet: Oleanna... John
- Csokonai Vitéz Mihály: Karnyóné... Tipptopp
- Tersánszky Józsi Jenő: Kakuk Marci... Laci, Tömpe Ambró fia; Uccu Jóska, csendőr; Közrendőr)
- Molnár Ferenc: Liliom... Hollunderné fia; Berkovics, fiatal rendőr
- Molnár Ferenc: Az üvegcipő... Házmester
- Németh László: Széchenyi... szereplő
- Örkény István: Macskajáték... Józsi
- Örkény István: Kulcskeresők... Benedek
- Sík Sándor: István király... Orseolo Péter
- Katona Imre: Csíksomlyói magyar passió... Deus Páter
- Tamási Áron: Ördögölő Józsiás... Kámzsa
- Eörsi István: A fogadás... Szerkesztő; Férfi 1
- Schilling Árpád: A nagy játék... szereplő
- Regős János: Ördög ideje... Lebjadkin, szolgálaton kívüli kapitány
- Lehár Ferenc: Luxemburg grófja... Pavlovics
- Antoine de Saint-Exupéry: A kis herceg... Bolygólakó
- Carlo Collodi – Litvai Nelli: Pinokkió, a hosszúorrú fabáb története... Meggyesorrú, asztalos; I. Nyest; Léghajós; Tonhal
- Nógrádi Gábor: Segítség ember!... Tódor, a kutya
- Deák Tamás: Sárkánytivornya... Szilárd

## Rendezéseiből
- Đorđe Lebović: Az ezredik éjszaka
- Zbigniew Herbert: Hold-kór holdkor
- Charles-Ferdinand Ramuz – Igor Stravinsky: A katona története
- William Mastrosimone: Pulóvergyűjtő

## Filmek, tv
- Malom a pokolban (1987)
- Patika (sorozat)

- 5. rész (1995) ... Férfi az utcán
- Balekok és banditák (1997)
- Szomszédok (sorozat)

- 271 (1997) ... Adóellenőr
- Szívlövés (1998)
- Kisváros (sorozat, 1997–1998) ... Pityesz
- John Steinbeck: Egerek és emberek (színházi előadás tv-felvétele)
- István király  (2001)
- Szeret, nem szeret (sorozat)

- Az ócskapiacon (2002) ... Seller
- A Rendőrségen (2002)
- Szabadság, szerelem (2006)... Orosz tankos
- Mrs. Ratcliffe forradalma (2007)
- A morcogi (2008) ... Rendőrkapitány
- Svik (2009) ... Katonatiszt
- A zöld sárkány gyermekei (2010) ... Irodai dolgozó
- A napfényben fürdő kastély (2010) ... Apa
- Marslakók (sorozat)

- 24. rész, 25. rész (2012) ... Interjú alany
- Munkaügyek (sorozat)

- Szelektív hulladékgyűjtés (2013) ... ÁNTSZ dolgozó
- Hacktion: Újratöltve (sorozat)

- Vissza az iskolapadba (2013) ... Szemere Tamás
- Fapad (sorozat)

- Munkakörcsere (2015) ... Második utas
- Főnök (2017)... Főnök
- HHhH – Himmler agyát Heydrichnek hívják (2017)
- …a szomszéd tehene (2024)